# 신암리성당
신암리성당은 경기도 양주시 남면 신암리에 있는 로마 가톨릭교회 성당이다.

## 개요
의정부 지역 신앙의 뿌리가 된 교우촌이자 이춘근 순교자 기념 순례지로 알려져 있다.

## 역사
- 2013년 8월 22일 준본당에서 본당으로 승격.
- 2015년 10월 24일 신암리 성당 준공 - 이경훈 바르톨로메오 신부 준공 감사 미사